# Ceresium opacum
Ceresium opacum là một loài bọ cánh cứng trong họ Cerambycidae.